# Богословія
Богосло́вія — журнал на украинском языке, посвящённый вопросам религии, первоначально издававшийся в 1923-38 годах во Львове.

## Общие сведения
Журнал Богословія, освещал вопросы истории церкви, философии, теологии, религиоведения и т. п. Издавался силами Богословского научного товарищества (БНТ) с 1923 по 1938 годы в польском Львове. Его редактором был будущий кардинал И. Слипый.
Журнал сотрудничал с такими исследователями как В. Фиоль, Я. Пастернак, С. Сампара, И. Шматковский, М. Чубатый. После присоединения Западной Украины к Украинской ССР в 1939 году, издание журнала прекратилось вместе с деятельностью БНТ.

## Дальнейшая история
При гитлеровской оккупации Богословія издавалась двумя спаренными томами ежегодников за 1939-40 и 1941-42 годы. Далее деятельность издания снова прекратилась.
С 1963 года, после переезда в Рим бывшего редактора И. Слипого, издание журнала было возобновлено там. Его новым редактором стал Иван Хома.
С 1997 года Богословія издаётся Львовской богословской академией и Украинским богословским научным обществом. Новым главным редактором стал Иван Ярославович Гаваньо, а журнал теперь, как и в сороковых годах, ежегодник.